# Barra de Navidad
Pour les articles homonymes, voir Navidad (homonymie).
Barra de Navidad est une petite ville située sur la côte ouest en ligne de l'État mexicain du Jalisco.